# Dallas Cowboys
Dallas Cowboys este o echipă de fotbal american cu sediul în Arlington o suburbie a orașului Dallas. Echipa face parte din Divizia de Est a National Football Conference (NFC) din National Football League (NFL) și dispută meciurile de acasă la AT&T Stadium.
Un articol din Revista Forbes, datat la 2 septembrie 2009, clasa Cowboys ca cea mai scumpă franciză din istoria Statelor Unite și a doua cea mai scumpă franciză din lume (după Manchester United din Premier League), cu o valoare estimată la 1,65 de miliarde de dolari. De asemenea, este cea mai bogată echipă din NFL generând anual un venit de 269 de milioane de dolari.